# Kohlu (Distrikt)
Der Distrikt Kohlu (Urdu ضلع کوہلو) ist ein Verwaltungsdistrikt in Pakistan in der Provinz Belutschistan. Sitz der Distriktverwaltung ist der Ort Kohlu.

## Geografie
Der Distrikt liegt im Nordwesten der Provinz Belutschistan. Kohu liegt am südlichen Ende des Sulaiman-Gebirges, eines Ausläufers des südlichen Hindukuschs. Im Bereich des Distrikts finden sich Berggipfel über 2000 m. Die Landschaft hat einen schroffen und unzugänglichen Charakter. Die meisten Flüsse nehmen einen Verlauf nach Westen. In den Tälern finden sich einige fruchtbare Schwemmlandböden, während die Berghänge eher karg sind.

## Klima
Das Klima ist durch warme Sommer und kalte Winter gekennzeichnet. Der Regen wird vor allem vom Monsun in den Sommermonaten gebracht.
|                       | Jan  | Feb | Mär | Apr   | Mai | Jun  | Jul   | Aug  | Sep | Okt | Nov | Dez |   |       |
| Mittl. Tagesmax. (°C) | 16   | 19  | 22  | 27    | 34  | 39   | 35    | 33   | 34  | 30  | 25  | 17  | ⌀ | 27,6  |
| Mittl. Tagesmin. (°C) | 4    | 7   | 10  | 15    | 22  | 25   | 25    | 23   | 21  | 17  | 10  | 6   | ⌀ | 15,5  |
|                       |      |     |     |       |     |      |       |      |     |     |     |     |   |       |
| Niederschlag (mm)     | 17,9 | 9,8 | 8,8 | 134,1 | 0   | 37,1 | 136,4 | 69,6 | 0   | 7   | 0   | 9   | Σ | 429,7 |

| 4 |

| 7 |

| 10 |

| 15 |

| 22 |

| 25 |

| 25 |

| 23 |

| 21 |

| 17 |

| 10 |

| 6 |

| 4 |

| 7 |

| 10 |

| 15 |

| 22 |

| 25 |

| 25 |

| 23 |

| 21 |

| 17 |

| 10 |

| 6 |

## Geschichte
Die Geschichte Kohlis ist wesentlich durch den belutuschischen Marri-Stamm geprägt und ein früherer Name des Gebiets lautete entsprechend Marri. Ein weiterer Stamm sind die Paschtunisch sprechenden Zarkoons, die überwiegend in der Umgebung des Hauptortes Kohli siedeln. Die frühere Geschichte der Gegend war durch häufige Stammesfehden gekennzeichnet. Als die Britische Ostindien-Kompanie ihren Einflussbereich in der ersten Hälfte des 19. Jahrhunderts allmählich über den Indus nach Westen ausdehnte, geriet sie auch in Konflikt mit den kriegerischen Stämmen. Auch nach der formellen Annexion des Gebiets durch die Briten konnten sich jene nie ganz mit der Fremdherrschaft abfinden. Im Jahr 1898 emigrierte Stammesführer Sardar Khair Bakhsh Khan Marri mit vielen seiner Gefolgsleute nach Afghanistan, kehrte aber schon im Folgejahr wieder zurück. Nach dem Ende der britischen Herrschaft 1947 kam das Gebiet zu Pakistan, blieb aber weiter ein Unruheherd. In den Jahren 1958 bis 1969 führten die Marris eine Art Guerillakrieg gegen die pakistanische Zentralregierung (Ferrari-Bewegung). Der Widerstand flammte wieder auf, nachdem 1973 die erste gewählte belutschische Regionalregierung abgesetzt worden war. Die Geschichte schien sich zu wiederholen und der Stammesführer Khair Bakhsh Marri ging 1981 nach der Sowjetischen Intervention in Afghanistan ins Exil nach Kabul. Nach dem Ende des dortigen sowjetfreundlichen Regimes und einer Amnestie kehrte er nach Pakistan zurück. Die Sicherheitslage in Kohlu blieb jedoch weiter angespannt und durch hohe Militärpräsenz gekennzeichnet.
Am 6. Februar 1974  wurde der Distrikt Kohlu aus Teilen des Distrikts Sibi neu gebildet.

## Verwaltungsgliederung
Der Distrikt war bei der Volkszählung 2017 administrativ in vier Tehsils (Kohlu, Kahan, Mawand, Tamboo) und ein Sub-Tehsil (Grisani) unterteilt.

## Demografie
| Jahr | Einwohnerzahl |
| ---- | ------------- |
| 1998 | 99.846        |
| 2017 | 214.350       |

Zwischen 1998 und 2017 wuchs die Bevölkerung um jährlich 4,08 %. Von der Bevölkerung leben ca. 8 % in städtischen Regionen und ca. 92 % in ländlichen Regionen. In 26.827 Haushalten lebten 112.124 Männer und 102.809 Frauen, woraus sich ein Geschlechterverhältnis von 104,3 Männern pro 100 Frauen ergibt und damit ein für Pakistan typischer Männerüberschuss.
Dominierende Sprache war bei der Volkszählung das Belutschische, das von 93,1 % der Bevölkerung als Muttersprache gesprochen wurde. Weitere 5,1 % sprachen Paschtunisch. 99,9 % waren Muslime.
Die Alphabetisierungsrate lag 2017 bei der Bevölkerung ab 10 Jahren bei 18,8 % (Frauen: 10,5 %, Männer: 25,9 %).